# Črna mačka
Črna mačka spada med domače mačke, ima črno dlako in je lahko mešanih ali posebnih pasem. Združenje ljubiteljev mačk (Cat Fanciers' Association oziroma CFA) prepoznava 22 pasemskih mačk, ki imajo čisto črno dlako. Bombajska pasma je izključno in samo črna. Ta črna pigmentacija dlak je pri samčkih rahlo bolj razširjena kot pri samičkah. Visoka vsebnost melaninskega pigmenta tudi povzroči, da ima večina črnih mačk rumene do zlate barve oči (šarenice).

## Dlaka
Vsaka mačka, katere dlaka je obarvana z eno barvo, vključno s črno, je poznana pod imenom »čista« oziroma »Pasme enobarvna« (»solid«, »self«). Enobarvna črna mačka ima lahko dlako v barvi premoga, sivo črno dlako ali rjavo črno dlako. Pri večini enobarvno obarvanih mačk je zabrisan tigrasti vzorec posledica delovanja recesivnega gena. Vendar ta vzorec ni vedno popolnoma zabrisan. Komaj opazne proge se lahko ob določeni svetlobi pojavijo celo na čisto črni mački. Mačka s črno dlako in belimi koreni dlak pa je znana kot dimasto črna (black smoke). Dlaka črne mačke lahko na sončni svetlobi porjavi, saj se kožuh namreč zasveti v rahlo bolj rjavkastih odtenkih. Združenje ljubiteljev mačk (CFA) poleg bombajkam dovoljuje enobarvno črno barvo kot opcijsko barvo tudi pri ostalih 21-ih pasmah. Opis barve teh vrst pasem pa je naslednji:
črna: močna črna barva premoga od korena dlak do konic, brez kakršnihkoli rjavkastih odtenkov, s črnim smrčkom in črnimi ali rjavimi blazinicami tačk.
Obstajajo pa seveda izjeme:
- Orientalka – zelo črnkasta: močna črna barva, brez kakršnihkoli rjavkastih odtenkov konic dlak ali dimastega podkožuha, s črnim smrčkom in črnimi ali rjavimi blazinicami tačk.
- Sfinga – črna: črna, enotni odtenek od smrčka do konca repa, s črnim smrčkom in črnimi ali rjavimi blazinicami tačk.
- Ragamafinka (verzija Ragdolke) – popolnoma črna ni posebej omenjena, vendar pravila dovoljujejo katerokoli barvo z ali brez bele, torej so popolnoma črne Ragamafinke v okviru pravil pasem dovoljene.[3]

## Zgodovinske povezave

### Vraževerje, predsodki, prinašanje sreče ali nesreče
Tradicionalna verovanja o črnih mačkah se od ene do druge kulture razlikujejo. Škoti verjamejo, da prihod črne mačke k domu prinese blaginjo. V keltski mitologiji vila imenovana » Cat Sith « prevzema podobo črne mačke. Črne mačke tudi drugod po Britaniji in na Japonskem prinašajo srečo. Še več, verjame se, da ženski, ki živi s črno mačko, dvori mnogo snubcev. Kakorkoli že, v zgodovini Zahoda so na črne mačke gledali kot na simbol hudičevega znamenja, posebno pa suma, da so demoni čarovnic. Zato večji del Evrope šteje črno mačko za simbol nesreče, še posebej kadar ta prečka pot s posameznikom, kar nakazuje na znamenje nesreče in smrti. V Nemčiji nekateri verjamejo, da je slabo znamenje, če črna mačka prečka pot posamezniku z desne proti levi. Obratno, z leve proti desni pa, da prihajajo dobri časi. Medtem, ko v Veliki Britaniji pogosto povezujejo prečkanje črne mačke čez cesto kot dober znak oz. znamenje.
V okviru verovanj se je bila črna mačka sposobna preleviti v človeško podobo, da bi delovala kot vohun ali kurir čarovnic in demonov. Ko so romarji v 17. stoletju prispeli na Plymounth Rock, so s seboj prinesli tudi vero in vdanost Bibliji, prav tako pa tudi globok sum za karkoli, kar je kazalo na prisotnost Satana. Ker so v črni mački videli družabnika čarovnic, kot delno demona in delno čarovnika, je bil vsak v družbi črne mačke strogo kaznovan ali celo ubit. V času srednjega veka je to prepričanje pripeljalo do ogromnih pobojev in sežigov črnih mačk, za kar ni uradnih dokazov ne v Angliji ne drugod po Evropi.
Ponekod pa je bila nadnaravna moč črnih mačk, ki so jim jo pripisovali, obravnavana in videna tudi pozitivno, kot na primer: mornarji so želeli imeti na ladjah črno mačko, ker bi jim ta na ta način prinašala srečo. Velikokrat so imele doma črno mačko tudi žene ribičev, saj so upale, da bodo z njimi vplivale na zaščito svojih mož na morju. To pozitivno lastnost in priljubljenost so črne mačke dobile po egipčanski boginji Bast Arhivirano 2016-08-10 na Wayback Machine. oz. Bastet, mačji boginji, pri kateri naj bi Egipčani z gostovanjem črne mačke v svoji hiši pridobili korist. Tak pogled na črne mačke si je izposodil tudi angleški monarh Charles I. v zgodnjem 17. stoletju, ki se je ob smrti svojega dragocenega hišnega črnega mačka pritoževal, da je z njim odšla tudi njegova sreča. Zvest svoji izjavi je bil že naslednji dan aretiran in obtožen veleizdaje.
V 18. stoletju so pirati verjeli, da črne mačke prinašajo drugačno vrsto sreče, in sicer: nesrečo, če se črna mačka človeku približuje, in srečo, če se od njega oddaljuje. Ravno nasprotno pa velja za Veliko Britanijo, kjer približevanje pomeni srečo in oddaljevanje, da srečo mačka odnese s sabo.
Če črna mačka zaide na ladjo in potem z nje odide, je ladja pri prvem naslednjem potovanju obsojena na potop. V ameriških zavetiščih je bilo ugotovljeno, da je število posvojitev črnih in rjavih mačk v primerjavi z drugimi barvami mačk manjše oz. je splošno znano, da se za živali črne barve išče posvojitelje dalj časa. Prav tako pa se prekinja ali omejuje posvajanje črnih mačk v obdobju okoli Noči čarovnic , saj se predvideva, da bi le-te končale kot žrtve mučenja ali pa kot »živa dekoracija« med prazniki, po njih pa bi ostale zapuščene, kljub temu, da še nihče v zgodovini človekoljubnega dela ni nikoli evidentiral povezave med posvajanjem črnih mačk in ubitimi ali poškodovanimi mačkami. Forenzični dokazi pri prijavah smrti mačk namreč po večini pokažejo na naravne plenilce, kot so: kojoti, orli ali ujede. Glede na tretiranje črne mačke danes je 17. avgust razglašen za Dan spoštovanja črne mačke (Black Cat Appreciation Day).
V zgodnjih povojih televizije v Združenih državah Amerike so mnoge postaje na VHF kanalu 13 pri športu uporabljale črno mačko kot maskoto zaradi »nesrečne« številke kanala.

## Dan črnih mačk
27. oktober je dobrodelna organizacija pod imenom Zaščita mačk v Združenem kraljestvu Velike Britanije in Severne Irske razglasila za Dan črnih mačk z namenom čaščenja vrlin črnih mačk in spodbudi ljudi, da bi posvajali ta nezaželena bitja. Po njihovih ocenah se za črne mačke težje najde nov dom kot za katerokoli drugo barvo mačk. Iz poročila v letu 2014 je bilo razvidno, da je bilo med vsemi zavrženimi mačkami kar 70% črnih, in to zaradi "nefotogeničnosti", kot možnega razloga za zavrženost.